# Christian Scaroni
Christian Scaroni (* 16. října 1997) je italský profesionální silniční cyklista jezdící za UCI WorldTeam Astana Qazaqstan Team.

## Hlavní výsledky
2014
7. místo Memorial Pietro Zipponi
8. místo Tre Valli Varesine Juniors
2015
Národní šampionát
 vítěz silničního závodu juniorů
vítěz GP Marcello Falcone
4. místo Coppa Pietro Linari
5. místo Trofeo Comune di Gussago
2018
2. místo Giro del Belvedere
Toscana-Terra di Ciclismo
3. místo celkově
3. místo Gran Premio Industrie del Marmo
Mistrovství Evropy
4. místo silniční závod do 23 let
2019
Tour de Normandie
 vítěz vrchařské soutěže
Tour du Jura
2. místo celkově
 vítěz soutěže mladých jezdců
2021
Giro di Sicilia
 vítěz vrchařské soutěže
9. místo Trofeo Serra de Tramuntana
10. místo Veneto Classic
2022
Adriatica Ionica Race
 vítěz bodovací soutěže
vítěz etap 1 a 5
7. místo Coppa Bernocchi
2023
Arctic Race of Norway
2. místo celkově
7. místo Coppa Bernocchi
9. místo GP Industria & Artigianato di Larciano
10. místo GP Miguel Indurain
2024
8. místo Cadel Evans Great Ocean Road Race
8. místo Figueira Champions Classic

### Výsledky na Grand Tours
| Grand Tour      | 2023 | 2024 |
| --------------- | ---- | ---- |
| Giro d'Italia   | 58   | DNF  |
| Tour de France  | —    |      |
| Vuelta a España | —    |      |

| —   | Nezúčastnil se |
| DNF | Nedokončil     |